# テッサ・トンプソン
テッサ・トンプソン（Tessa Thompson, 1983年10月3日 - ）は、アメリカ合衆国の女優、ミュージシャン。

## 生い立ち
カリフォルニア州ロサンゼルスに生まれ、休暇中はバンド、チョコレート・ジーニアスに所属するシンガーソングライターの父マーク・アンソニー・トンプソンの住むニューヨークで過ごして育つ。サンタモニカカレッジで文化人類学を学んだ。

## キャリア

### 俳優として
サンタモニカカレッジ在学中の2002年、『テンペスト』で初舞台に立ち、2003年には南北戦争前のニューオーリンズを舞台にした『ロミオとジュリエット』に出演しNAACPシアター・アワードにノミネートされた。
2005年にはCBSドラマ『コールドケース 迷宮事件簿』で初めてテレビに出演し、レギュラー出演した『ヴェロニカ・マーズ』で広く知られるようになる。続いて『グレイズ・アナトミー 恋の解剖学』『HEROES』『プライベート・プラクティス 迷えるオトナたち』などにゲスト出演した。
2010年、タイラー・ペリーが監督した戯曲の映画化『For Colored Girls』に自ら働きかけて出演を果たした。2014年にはともに高く評価された『ディア・ホワイト・ピープル』『グローリー/明日への行進』に、2015年からは『ロッキー』のスピンオフである『クリード』シリーズに出演している。

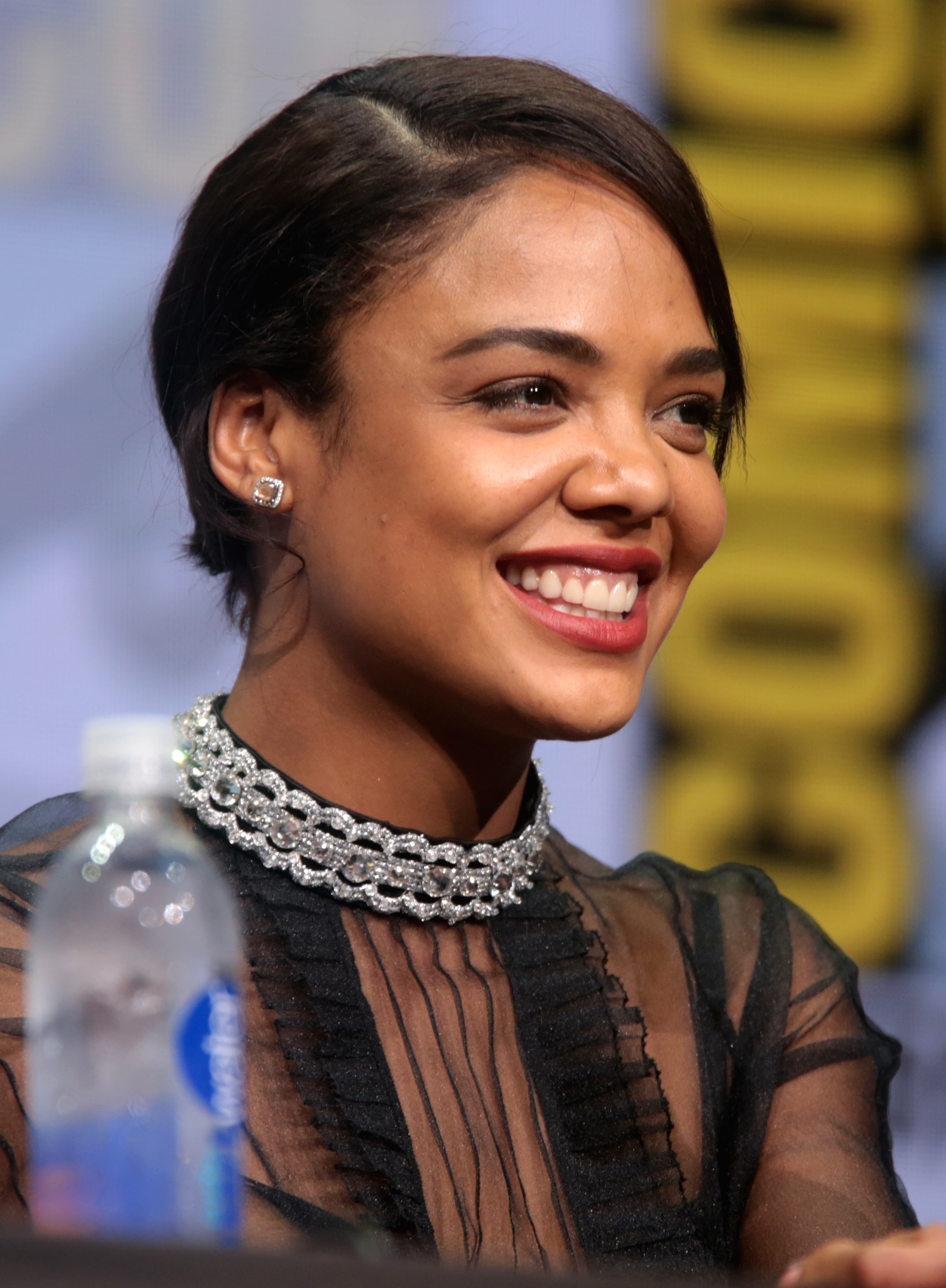
2017年、サンディエゴ・コミコンでのトンプソン

2017年、マーベル映画の人気シリーズ『マイティ・ソー バトルロイヤル』に勝気な女戦士ヴァルキリー役で出演し、注目を集めた。
2019年、次世代のリーダーとして5月27日号のTIME（タイム）誌の表紙を飾った。

### 音楽活動
エレクトロ・バンドCaught a Ghostで音楽制作に携わっており、主演した映画『ディア・ホワイト・ピープル』には楽曲も提供している。

### 私生活
「男性にも女性にも惹かれる」とバイセクシャルであることを公言しており、公に交際を認めてはいないものの女性歌手ジャネール・モネイとは「深く愛し合っている」としている。『マイティ・ソー バトルロイヤル』で演じたヴァルキリーも、本編からバイセクシャルであると分かるシーンがカットされたものの、MCU初のセクシャル・マイノリティのキャラクターという設定である。

## フィルモグラフィー

### 映画
| 年   | 題名                                                                      | 役名                         | 備考                           | 吹き替え           |
| ---- | ------------------------------------------------------------------------- | ---------------------------- | ------------------------------ | ------------------ |
| 2006 | ストレンジャー・コール When a Stranger Calls                              | スカーレット                 |                                | 赤池裕美子         |
| 2008 | メイク・イット・ハプン! Make it Happen                                    | ダナ                         | 宮本茉奈                       |                    |
| 2008 | 愛人契約 The Human Contract                                               | ウェイトレス                 | （吹き替え版なし）             |                    |
| 2010 | Everyday Black Man                                                        | Claire                       | N/A                            |                    |
| 2010 | リバイブ -死者蘇生- Exquisite Corpse                                      | リズ                         | （吹き替え版なし）             |                    |
| 2010 | For Colored Girls                                                         | Nyla Adrose                  | N/A                            |                    |
| 2014 | ディア・ホワイト・ピープル Dear White People                              | サム・ワイト                 | （吹き替え版なし）             |                    |
| 2014 | Grantham & Rose                                                           | Wallis                       | 兼製作補                       | N/A                |
| 2014 | グローリー/明日への行進 Selma                                             | ダイアン・ナッシュ           |                                | 森千晃             |
| 2015 | The Grand Romantic                                                        | Cindy                        | 短編映画                       | N/A                |
| 2015 | クリード チャンプを継ぐ男 Creed                                           | ビアンカ                     |                                | 東條加那子         |
| 2016 | バッドガイズ!! War on Everyone                                            | ジャッキー・ホリス           | 平井まみ                       |                    |
| 2017 | マイティ・ソー バトルロイヤル Thor: Ragnarok                              | ヴァルキリー                 | 沢城みゆき                     |                    |
| 2018 | ホワイト・ボイス Sorry to Bother You                                      | デトロイト                   | 沢城みゆき                     |                    |
| 2018 | アナイアレイション -全滅領域- Annihilation                                | ジョシー・ラデク             | 木下紗華                       |                    |
| 2018 | ヘヴィ・ドライヴ Little Woods                                             | オリー                       | 兼製作総指揮                   | （吹き替え版なし） |
| 2018 | クリード 炎の宿敵 Creed II                                                | ビアンカ                     |                                | 東條加那子         |
| 2019 | アベンジャーズ/エンドゲーム Avengers: Endgame                             | ヴァルキリー                 | 沢城みゆき                     |                    |
| 2019 | メン・イン・ブラック:インターナショナル Men in Black: International       | エージェントM                | 今田美桜                       |                    |
| 2019 | ビトウィーン・トゥ・ファーンズ: ザ・ムービー Between Two Ferns: The Movie | 本人役                       | Netflixオリジナル作品          | 沢城みゆき         |
| 2019 | わんわん物語 Lady and the Tramp                                           | レディ                       | Disney+オリジナル作品 声の出演 | 行成とあ           |
| 2020 | シルヴィ 〜恋のメロディ〜 Sylvie's Love                                   | シルヴィ・ファレル           | 兼製作総指揮                   | 小林沙苗           |
| 2021 | PASSING -白い黒人- Passing                                                | アイリーン・レッドフィールド |                                | （吹き替え版なし） |
| 2022 | ソー:ラブ&サンダー Thor: Love and Thunder                                 | ヴァルキリー                 | 沢城みゆき                     |                    |
| 2022 | The Listener                                                              | ベス                         | 兼製作                         | N/A                |
| 2023 | クリード 過去の逆襲 Creed III                                             | ビアンカ                     |                                | 東條加那子         |
| 2023 | マーベルズ The Marvels                                                    | ヴァルキリー                 |                                | 沢城みゆき         |

### テレビ
| 年        | 題名                                                         | 役名                                 | 備考                                                                    | 吹替       |
| --------- | ------------------------------------------------------------ | ------------------------------------ | ----------------------------------------------------------------------- | ---------- |
| 2005      | コールドケース 迷宮事件簿 Cold Case                          | ヴィルヘルミナ・“ビリー”・ドーセット | 第2シーズン第22話「トラック」                                           | 朴璐美     |
| 2005-2006 | ヴェロニカ・マーズ Veronica Mars                             | ジャッキー・クック                   | シーズン2: メインキャスト 計12話出演                                    | 橘凜       |
| 2006      | グレイズ・アナトミー 恋の解剖学 Grey's Anatomy               | カミール・トラヴィス                 | 第2シーズン第26話「闘うか、逃げるか」 第2シーズン第27話「愛を選ぶとき」 |            |
| 2007      | Hidden Palms                                                 | Nikki Barnes                         | メインキャスト 計7話出演                                                |            |
| 2008      | Life 真実へのパズル Life                                     | リザ                                 | 第2シーズン第12話「抜け穴」                                             |            |
| 2009      | メンタル:癒しのカルテ Mental                                 | レイニー・ジェファーソン             | 第11話「戦場に眠る記憶」                                                |            |
| 2009      | プライベート・プラクティス 迷えるオトナたち Private Practice | ゾーイ・サルター                     | 第2シーズン第22話「幸せの行方」 第3シーズン第5話「もう一つの犠牲」      |            |
| 2009      | HEROES/ヒーローズ Heroes                                     | レベッカ・テイラー                   | 計3話出演                                                               |            |
| 2009      | スリー・リバーズ 〜命をつなぐ熱き医師たち Three Rivers       | ペネロープ・カルケル                 | 計1話出演                                                               |            |
| 2010-2011 | デトロイト 1-8-7 Detroit 1-8-7                               | ローレン・ワシントン                 | 計3話出演                                                               |            |
| 2011      | OFF THE MAP 〜オフ・ザ・マップ Off the Map                   | シドニー                             | 計1話出演                                                               |            |
| 2011      | リゾーリ&アイルズ ヒロインたちの捜査線 Rizzoli & Isles       | アンナ・ファレルFBI捜査官            | 第2シーズン第12話「弟」                                                 | 木下紗華   |
| 2012-2013 | 666 パーク・アベニュー NYの悪夢 666 Park Avenue              | サーシャ・ドーラン                   | 計5話出演                                                               |            |
| 2016-     | ウエストワールド Westworld                                   | シャーロット・ヘイル                 | メインキャスト 計18話出演                                               | 村中知     |
| 2018      | 親愛なる白人様 Dear White People                             | リッキー・カーター                   | 第2シーズン第5話「第5章」 第2シーズン第10話「第10章」                   | 石井未紗   |
| 2024      | ホワット・イフ...? What If...?                               | ヴァルキリー                         | 声の出演                                                                | 沢城みゆき |
| TBA       | His & Hers                                                   |                                      | 兼製作総指揮 Netflixミニシリーズ                                        |            |